# Hendrik Petrus Berlage
Hendrik Petrus Berlage, född 1856 i Amsterdam, död 1934 i Haag, var en holländsk arkitekt.

## Biografi
Berlage studerade för Gottfried Semper vid Eidgenössische Polytechnische Hochschule i Zürich under 1870-talet. Influerad av bl.a. Henry Hobson Richardson, Louis Sullivan och Frank Lloyd Wright.
Berlage brukar kallas "modernismens fader" i Nederländerna. Han påverkade grupperingar som De Stijl, Amsterdamskolan och de nya objektivisterna. Förutom teoretiska bidrag genomförde Berlage i samarbete med Theodor Sanders en rad projekt som varierade från det praktiska till det utopiska. Främst ihågkommen för fondbörsen i Amsterdam.

## Projekt

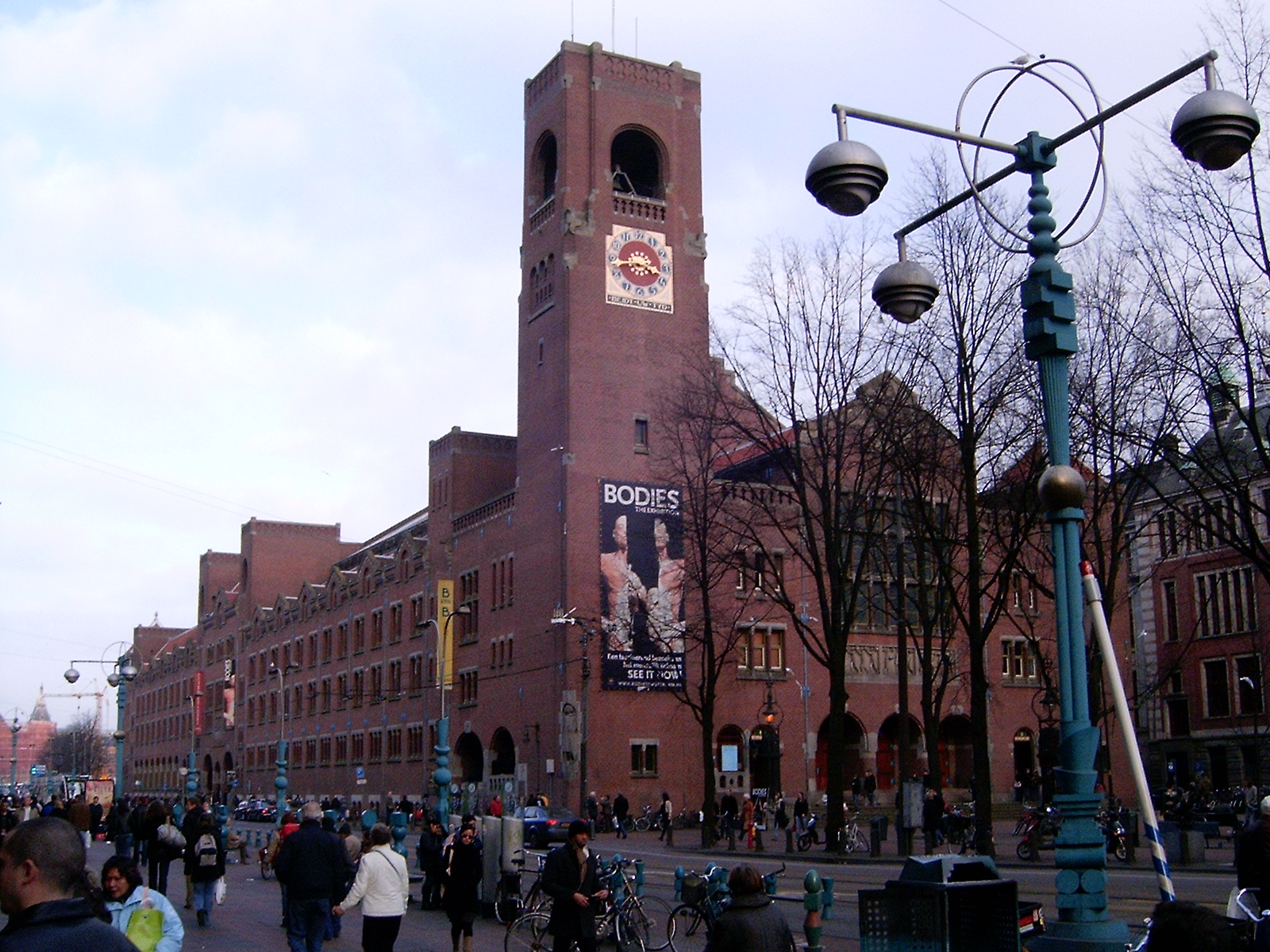
Berlage - Fondbörsen i Amsterdam

- Fondbörsen, Amsterdam, Nederländerna, 1897-1909
- Christian Science Church, Haag, Nederländerna, 1925-1926
- Stedelijk Museum (stadsmuseum), Haag, Nederländerna, 1927-1935